# Gypsonictops
Gypsonictops is een geslacht van uitgestorven zoogdieren uit de familie Gypsonictopidae, dat in 1927 werd beschreven door George Gaylord Simpson. Soorten in dit geslacht waren kleine zoogdieren en de eerste vertegenwoordigers van de orde Leptictida, die verschenen tijdens het Laat-Krijt. Dit dier leefde tijdens het Laat-Krijt in Noord-Amerika.
Er werd verondersteld dat het geslacht uitgestorven was voordat het Cenozoïcum begon, maar er zijn aanwijzingen dat het overleefd kan hebben tot in het Vroeg-Paleoceen. Fossielen zijn gevonden in de Verenigde Staten, België en Oezbekistan.
Net als Cimolestes of Daulestes is het mogelijk dat ze een verre verwantschap hadden met de hoefdieren. Het is een van de weinige eutheriërs die in Noord-Amerika voorkwamen tijdens het Campanien, een periode waarin de multituberculaten en de metatheriërs de overhand hadden op het continent.

## Fysiologie
Net als andere prehistorische zoogdieren uit het Laat-Krijt in Noord-Amerika had Gypsonictops een bijzonder gebit, met vijf premolaren met dubbele wortels in de onderkaak, terwijl de overgrote meerderheid van de zoogdieren er maar vier hadden. Aan de andere kant waren de vijf premolaren ook een zeer typisch kenmerk van de meest primitieve eutheriërs.
Net als bij de soorten van het geslacht Leptictidium was de premolaar P4 sterk gemolariseerd, wat verwarring veroorzaakte bij het analyseren van een exemplaar van Gypsonictops petersoni tussen P4 en molaar M1. Uiteindelijk bleek P4 een paraconide-vrije premolaar te zijn.
Het is bekend dat leden van Gypsonictops eutheriërs waren en dat ze placentadieren zouden kunnen zijn, omdat ze zeer typische kenmerken van deze dieren vertonen, hoewel ze tot de Leptictida-groep behoren, die enkele van de weinige bestaande niet-placentale eutheriërs omvat. Bovendien is de lijn tussen placentale en niet-placentale eutheriërs erg dun, waardoor de classificatie van Gypsonictops met precisie een zeer gecompliceerde taak is.

## Classificatie
Gypsonictops behoort tot de Leptictida, een groep insectivoren en omnivoren met lange achterpoten en daarmee gelijkend op de springspitsmuizen. Gypsonictops was de eerste vertegenwoordiger van deze basale groep binnen de Eutheria die het massale uitsterven aan het einde van het Krijt overleefde. Gypsonictops is de naamgever en het enige geslacht van de familie Gypsonictopidae.
Het geslacht Gypsonictops werd door Simpson voor het eerst ingedeeld bij de familie Leptictidae, samen met alle Leptictida van Noord-Amerika. Deze classificatie werd gehandhaafd tot 1967, het jaar waarin Leigh Van Valen de familie Gypsonictopidae speciaal voor dit geslacht creëerde. In 1997 opperden Malcolm C. McKenna en Susan K. Bell de mogelijkheid dat deze familie wel zeven verschillende geslachten bevatte, maar sindsdien gepubliceerde documenten tonen een hoge mate van scepsis over dit voorstel.

## Soorten
Het geslacht Gypsonictops bevat zes soorten
- Gypsonictops clemensi: Kirtland-formatie (New Mexico), Campanien. Beschreven door J. K. Rigby en D. L. Wolberg in 1987. Het leefde op de planeet tijdens het Campanien en Maastrichtien. De beschrijving is gemaakt op basis van een kies M3 die in New Mexico is gevonden. De naam van de soort is opgedragen aan de Amerikaanse paleontoloog William A. Clemens.

- Gypsonictops dormaalensis. Beschreven door G. E. Quinet in 1964. De naam van de soort verwijst naar de Belgische bevolking van Dormaal, een stad waar zich een belangrijke fossiele afzetting bevindt met fossielen van Gypsonictops dormaalensis.

- Gypsonictops hypoconus: Lance Creek-, Hell-Creek-, Fox Hills- (Verenigde Staten) en Scollard-formatie (Canada), Maastrichtien. Beschreven door G. G. Simpson in 1927. De soort leefde in het Campanien en Maastrichtien en er zijn fossielen gevonden in de Hell Creekformatie en andere vindplaatsen in de Verenigde Staten. Toen Simpson het geslacht Gypsonictops creëerde om deze soort te definiëren, plaatste hij het in de familie Leptictidae, die toen deel uitmaakte van de orde Insectivora, nu verouderd. De naam van de soort verwijst naar de hypocone, de onderste tandkrans van de kiezen.

- Gypsonictops illuminatus: Lance Creek-, Hell-Creek- (Verenigde Staten,  Scollard-, Frenchman- en Ravenscrag-formatie (Canada), Maastrichtien. Beschreven door J. A. Lillegraven in 1969. De soort leefde in het Maastrichtien en er zijn fossielen gevonden in de Hell Creekformatie in de Verenigde Staten en op verschillende paleontologische vindplaatsen in Canada.

- Gypsonictops lewisi: Judith River-groep en Kirtland-formatie (New Mexico), Campanien. Beschreven door A. Sahni in 1972. De soort leefde in het Campanien. Fossielen van de soort zijn gevonden in de Judith Riverformatie, Montana. Gypsonictops lewisi is een van de soorten met meer typische kenmerken van de placentadieren van het geslacht, zoals de samenvoeging van een klein metaconide met een lang protoconide of een klein talonide met twee cuspen. Aan de andere kant zijn de premolaren niet zo gemolariseerd als bij andere soorten van het geslacht. Vroeger wogen ze meestal meer dan vijftig gram. De soortaanduiding is gewijd aan kapitein Meriwether Lewis, een bekende Amerikaanse ontdekkingsreiziger.

- Gypsonictops petersoni. Beschreven in 1929 door G. G. Simpson, die de soort Euangelistes petersoni noemde en ten onrechte indeelde in de infraklasse Marsupialia. Het is met zekerheid bekend dat ze de planeet bewoonden tijdens het Maastrichtien, maar het is mogelijk dat ze de Krijt-Paleogeen massa-extinctie overleefden en leefden tot het Danien. Het holotype van deze soort bevindt zich in het Carnegie Museum of Natural History en het is een onderkaak die zwaar beschadigd was. Een ander exemplaar, dat bewaard wordt in de Yale University, is beschreven onder wel vijf verschillende namen. Voor het geval er nog niet genoeg controverse was over dit onderwerp, verklaarde Clemens in 1973 dat Gypsonictops petersoni dezelfde soort was als Gypsonictops hypoconus.

Daarnaast zijn fossielen gevonden in de Prince Creek-formatie (Alaska), Ferris-formatie (Wyoming) en Laramie-formatie (Colorado) die niet tot op soortniveau beschreven konden worden.